# Digitalt fingeravtryck
Ett digitalt fingeravtryck av ett videoklipp (eng. digital video fingerprinting), en bild eller en ljudinspelning ger möjligheten att identifiera matchande kopior av innehåll och upptäcka upphovsrättsbrott. Programvara identifierar, extraherar och sammanfattar karaktäristiska komponenter i en videoinspelning, vilket gör det möjligt för den här videon att identifieras unikt med sitt resulterande fingeravtryck. Exempelvis använder Youtube Googles teknik Content-ID (innehålls-ID) för ändamålet. Motsvarande teknik för att upptäcka upphovsrättsbrott i textdokument kallas plagiatdetektering.
Ett digitalt fingeravtryck av webbläsare (eng. digital device fingerprint) ger möjlighet att spåra en individs surfvanor med en viss webbläsare. Webbläsare lämnar spår som kan registreras av webbservrar och som kan beskrivas som fingeravtryck, ibland lika unika som en persons fingrar. Exempel på digitala fingeravtryck är insticksprogram i webbläsaren, installerade typsnitt. Adobe Flash Player har Local Shared Objects (LSO) eller flashkakor som lagrar bland annat användarinställningar.
Webbläsaren lämnar användaragent (engelska user agent) och identifierar sig själv. Exempel på en användaragent:
- Mozilla/5.0 (X11; Linux i686; rv:5.0) Gecko/20100101 Firefox/5.0

| ”                 | Din webbläsare talar först och främst om vad den är för webbläsare (Internet Explorer, Firefox, eller i mitt fall: Opera). Den talar om vilken version den är, vilket operativsystem du kör på din dator, vilka insticksprogram som är installerade, om du använder ett speciellt typsnitt etc. | „ |
| – Hanna Donsberg, | |   |

Digitala fingeravtryck har länge samlats in av webbanalystjänster för att motverka bedrägeri. Nyligen har dessa fingeravtryck visat sig användbara för att upptäcka och förebygga identitetsstöld och kreditkortsbedrägerier.
Konceptet och namnet härstammar från människans unika fingeravtryck. Om alla webbläsare hade olika digitala fingeravtryck utan förändring skulle det vara möjligt att entydigt skilja mellan alla maskiner på ett nätverk, utan att användarna själva vill det. Om webbläsaren har kakor, TCP/IP konfiguration, operativsystemets fingeravtryck, inställningar för hårdvara, IEEE 802.11 (trådlöst nätverk), MAC-adress, unika serienummer som tillhör datorn hårdvara och datorns tidskonfiguration har datorn digitala fingeravtryck. Digitala fingeravtryck används ibland av Digital Rights Management. 
Ibland har ett stort antal maskiner exakt samma webbläsarinställningar och därmed samma digitala fingeravtryck. Detta gäller särskilt i fallet med fabriksinstallerade operativsystem från datorföretag. En enkel förändring av inställningarna är tillräcklig för att ändra det digitala fingeravtrycket. Installerad programvara kan lätt manipuleras. Konsumenterna och intresseorganisationer medger att dold spårning av användare kan vara en risk och kränkning av användarnas personliga integritet. 
Den här artikeln är helt eller delvis baserad på material från engelskspråkiga Wikipedia, tidigare version.
Privat surfning låter användare surfa på internet utan att webbläsaren sparar någon information om vilka platser eller sidor användaren besöker. Webbläsaren kommer inte att spara sökhistorik, filhämtningslistan, webbformulärdata, kakor eller tillfälliga internetfiler. Webbläsaren har digitala fingeravtryck.
En del webbläsare har funktioner för att dölja eller förfalska identifieringen. Det går att dölja eller förfalska användaragent i Firefox: about:config, högerklicka, New → String, skriv general.useragent.override och sedan Mozilla/4.0 (compatible; MSIE 7.0; Windows NT 5.1; .NET CLR 1.1.4322; .NET CLR 2.0.50727; InfoPath.2; .NET CLR 3.0.04506.30; .NET CLR 3.0.04506.648; .NET CLR 3.5.21022).

En anonymitetstjänst som ger sina användare möjlighet att kommunicera anonymt över Internet, men webbläsaren har digitala fingeravtryck.

### Fotnoter
1. ↑  ”Digitala fingeravtryck avslöjar dig på nätet - Datainspektionen”. Arkiverad från originalet den 8 augusti 2014. https://web.archive.org/web/20140808041331/http://www.datainspektionen.se/press/nyheter/2010/digitala-fingeravtryck-avslojar-dig-pa-natet/. Läst 14 augusti 2011.
2. ↑  Digitala fingeravtryck lämnar spår
3. ↑  ”Privat surfning”. https://support.mozilla.org/sv/kb/Privat%20surfning?as=u. Läst 15 augusti 2011.